# 土城交流道
24°57′36″N 121°25′56″E / 24.96000°N 121.43222°E
土城交流道為臺灣國道三號與台65線的交流道，位於臺灣新北市土城區，也是台65線之終點，國道三號指標42k、台65線指標13k。台65線尚未通車至土城交流道前，其國道三號里程指標為43k。
土城交流道在台65線上的實際里程為12.39k，公路總局將指標定為13k，避免與台65線土城二交流道的里程混淆。
|  | 42 土城 |      | 板橋      |
|  | 42 土城 | 土城 |           |
|  | 13 土城 |      | 中和 三峽 |

## 歷史沿革
- 1993年1月19日，因北二高（福爾摩沙高速公路）土城至三峽路段通車，成為北二高計畫中第一個通車的交流道[3][4]。

## 周邊設施
- 土城工業區
- 臺北捷運 板南線捷運永寧站
- 臺北捷運 萬大樹林線埤塘站
- 土城國中
- 財團法人紡織產業綜合研究所
- 大潤發土城店
- 土城桐花公園
- 永寧福德宮
- 承天禪寺
- 大墓公

## 外部連結
- 國道三號土城交流道示意圖 （页面存档备份，存于）（交通部高速公路局）
- 台65線土城交流道示意圖 （页面存档备份，存于）（交通部公路總局）